# Birra in Belgio

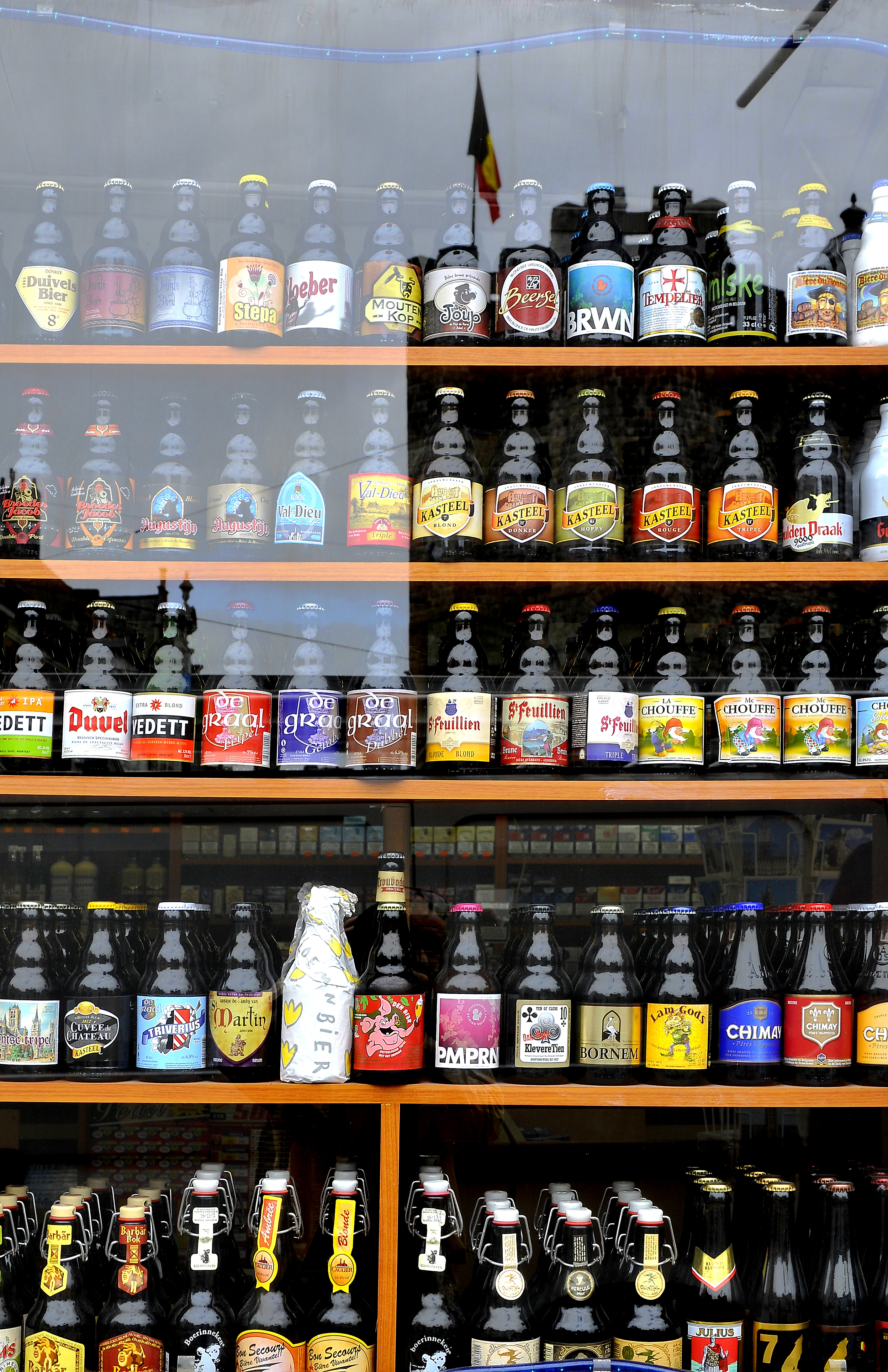
La vetrina di un negozio di birra a Gand

Le birre belghe sono fra le più varie e numerose del mondo. Tra le varie tipologie sono molto popolari le pilsener, le ale belghe e le particolari lambic.
Nel 2016 la cultura della birra belga è stata dichiarata patrimonio immateriale dell'umanità dall'UNESCO.

## Cronologia
- Nel XIV secolo vengono fondate in Belgio diverse gilde di fabbricanti di birra: a Bruges nel 1308, a Liegi nel 1357 e a Bruxelles nel 1365.
- Nel XV secolo, la sede della gilda, De Gulden Boom ("L'albero d'oro"), sita nella Grand Place di Bruxelles, precedentemente appartenuta ai tappezzieri, viene riacquistata dai fabbricanti di birra. Restaurata nel 1638, venne distrutta in occasione del bombardamento di Bruxelles da parte del maresciallo di Villerois nel 1695. Nuovamente ricostruita tra il 1698 e il 1707, viene abbellita nel 1749. Dopo l'abolizione delle corporazioni, viene venduta come bene di Stato nel 1793 sotto l'occupazione francese.
- 1708: Sébastien Artois diventa padrone e fabbricante di birra del birrificio De Hoorn a Lovanio. Nel 1717, dà il suo nome allo stabilimento.
- 1831: viene fondata l'abbazia di Nostra Signora di St. Sixtus di Westvleteren. Nel 1838 viene costruito l'annesso birrificio di Westvleteren.
- 1851: mentre i segreti della produzione si trasmettevano da padrone ad apprendista, viene pubblicato a Bruxelles il Trattato completo della fabbricazione delle birre e della distillazione dei grani.
- 1875: per la prima volta viene menzionato il Lambic nel Dictionnaire de la Brasserie ("Dizionario dell'industria birraria") di A. Laurent.
- 1869: viene istituita l'Associazione generale dei fabbricanti di birra del Belgio, che raccoglie 200 birrifici.
- 1887: apertura della prima scuola birraria in Belgio, l'Istituto superiore d'industria della birra, a Gand. Lo stesso anno, una sezione dell'industria della birra viene creata all'università cattolica di Lovanio.
- 1900: il Belgio conta 3 223 birrifici, che producono 14 617 000 ettolitri di birra.
- La Prima guerra mondiale riduce il numero di industrie della birra a 2 109, la seconda a 789. Queste diminuzioni si spiegano con la mobilitazione degli uomini, l'uso dei serbatoi in rame per l'industria dell'armamento, ma anche con la richiesta dei carri e dei cavalli da trasporto, e anche con la mancanza di materie prime.
- 1916: Hendrik Verlinden, ex ingegnere e mastro birraio dell'abbazia di Westmalle riapre il birrificio De Drie Linden. Dal 1931, produce un prodotto simile alla Westmalle Dubbel, la Witkap Pater, chiamandola trappista, attirando le proteste dei monaci. Questi ultimi otterranno più tardi la protezione del nome.
- 1919: la "legge Van de Velde" proibisce la produzione di alcolici con gradazione oltre il 22%, causando un aumento della domanda di birre forti. Il consumo di birra passa da 143 litri annui per persona del 1920 ai 202 litri del 1930.
- 1928: Alken lancia la prima pils belga, la Cristal. Da allora, i fabbricanti di birra belgi rivoluzioneranno il mondo dell'industria della birra con la fermentazione in bottiglia, che si svilupperà ulteriormente dopo la Seconda guerra mondiale.
- 1934: i monaci di Westmalle producono la prima birra Tripel.
- 1950: i monaci dell'Abbazia di Affligem concludono un accordo con il birrificio di Hertog ad Anversa per proseguire la produzione delle loro birre. È la prima volta che delle birre d'abbazia vengono prodotte da laici.
- 1951: coscienti dell'importanza del buon servizio della birra, i fabbricanti di birra creano la Commissione nazionale del flusso della birra, che diventerà Ufficio nazionale del flusso della birra, quindi Buon servizio della birra che scomparirà nel 2002.
- 1952: creazione della Chevalerie du Fourquet.
- 1954: la Maison des Brasseurs nella Grand Place di Bruxelles ridiventa casa corporativista.
- 1954: inizio della produzione della prima Leffe da parte di Albert Lootvoet, mastro birraio ad Overijse.
- 1957: l'ultimo birrificio che produce birra bianca, l'industria della birra Tomsin, chiude le sue porte a Hoegaarden.
- 1962: le denominazioni «trappista» e «birra trappista» vengono protette.
- 1966: Pierre Célis, il caseario di stato, produce i primi 350 litri della sua birra bianca. Ricompare così la Hoegaarden.
- 1978: la Brasserie Cantillon diventa il Museo di Bruxelles del Lambic.
- 1979: poco a poco, le varie associazioni di fabbricanti di birra si raccolgono e creano la Confederazione dei fabbricanti di birra del Belgio che diventerà «I fabbricanti di birra belgi» il 19 settembre 2001.
- Alla fine degli anni settanta sorgono in Belgio i primi microbirrifici (nel 1979 nasce Eloir che diventerà poi l'Abbazia delle rocce).
- 1982: prima botte di birra Chouffe da 49 litri, prodotta da Pierre Gobron e Christian Bauweraerts. Il primo anno, vengono prodotti 2 ettolitri (17 000 nel 2003)
- 1985: il birrificio De Kluis viene devastato da un incendio. Ricostruito nel 1986, ma più tardi in difficoltà finanziaria, sarà in seguito acquistato dalla InBev (ex Interbrew).
- 1986: anno della birra. Le birre dette speciali hanno un aumento molto importante.
- 1988: le industrie della birra Artois e Piedbœuf si fondono da cui nasce la InBev.
- 1990: la InBev riacquista il birrificio De Kluis e la licenza di fabbricazione della birra bianca.
- 1997: i fabbricanti di birra e i produttori di lambic creano l'HORAL (Alto consiglio per lambic artigianali). Lo stesso anno, fa la sua comparsa il logo Prodotto trappista autentico. In seguito, la Confederazione dei fabbricanti di birra del Belgio creerà l'etichetta Birra d'abbazia riconosciuta
- 2003: il Belgio conta 115 birrifici, che producono 15 650 224 ettolitri ma il dato più notevole è la crescita delle esportazioni, da 5 000 ettolitri nel 1900, esse raggiungono i 6 738 198 ettolitri nel 2003. Il consumo medio all'anno e pro capite si è ridotto a 96 litri in Belgio. La pils è sempre la birra più consumata, mentre il consumo delle birre "speciali" rappresenta il 35% del totale.
- 2004: InBev si fonde con il birrificio brasiliano Ambev (allora quarto mondiale), diventando il primo produttore mondiale.
- 2008: InBev si fonde con il birrificio americano Anheuser-Busch. Viene così creata la Anheuser-Busch Inbev (nota poi come AB-InBev) mantenendo il primo posto mondiale.
- 2016: AB-InBev acquisisce il controllo del Birrificio italiano "Birra del Borgo".[2]
- 2016: L'olandese Bavaria N.V. della famiglia Swinkels annuncia di aver raggiunto l'accordo con la famiglia Toye proprietaria di Palm Belgian Craft Brewers (marchi Palm, Rodembach, De Gouden Boom e De Hoorn) per l'acquisizione del 60% delle azioni del birrificio belga, con la previsione di acquisire il 100% entro il 2021.[3]

La notorietà delle birre belghe è supportata da esperti in materia, come lo scrittore Michael Jackson. Anche se le vendite sono attualmente predominate dai gruppi In-bev ed Alken-Maes, il Belgio conta tuttavia 125 industrie della birra e circa 500 birre standard. Se si contano anche le birre uniche a produzione limitata, il numero di varietà di birre prodotte supera le 8 700.

## Distribuzione e disponibilità
Al giorno d'oggi, le birre belghe sono vendute in bottiglie in vetro di colore marrone o a volte verde offuscato, che permettono di evitare gli effetti negativi della luce sulla bevanda. Sono chiuse da un tappo, una capsula e a volte due. Alcune birre sono «a fermentazione in bottiglia». Anche se si possono comprare i marchi principali in alcuni supermercati, i magazzini specializzati che si trovano un po' ovunque offrono una selezione molto più vasta, ma spesso un po' più cara.
Il Belgio conta letteralmente migliaia di «caffè» che propongono una scelta molto vasta ai consumatori. Citiamo fra i più conosciuti: «Le Bier Circus», «L'atelier», «Chez Moeder Lambic» e «Delirium Café» a Bruxelles, «Kulminator» e «Oud Arsenaal» a Anversa, «De Garre» e «'t Brugs Beertje» a Bruges, «Het Hemelrijk» a Hasselt, e «Het waterhuis aan de bierkant» a Gand, «Le Vaudrée» a Liegi.

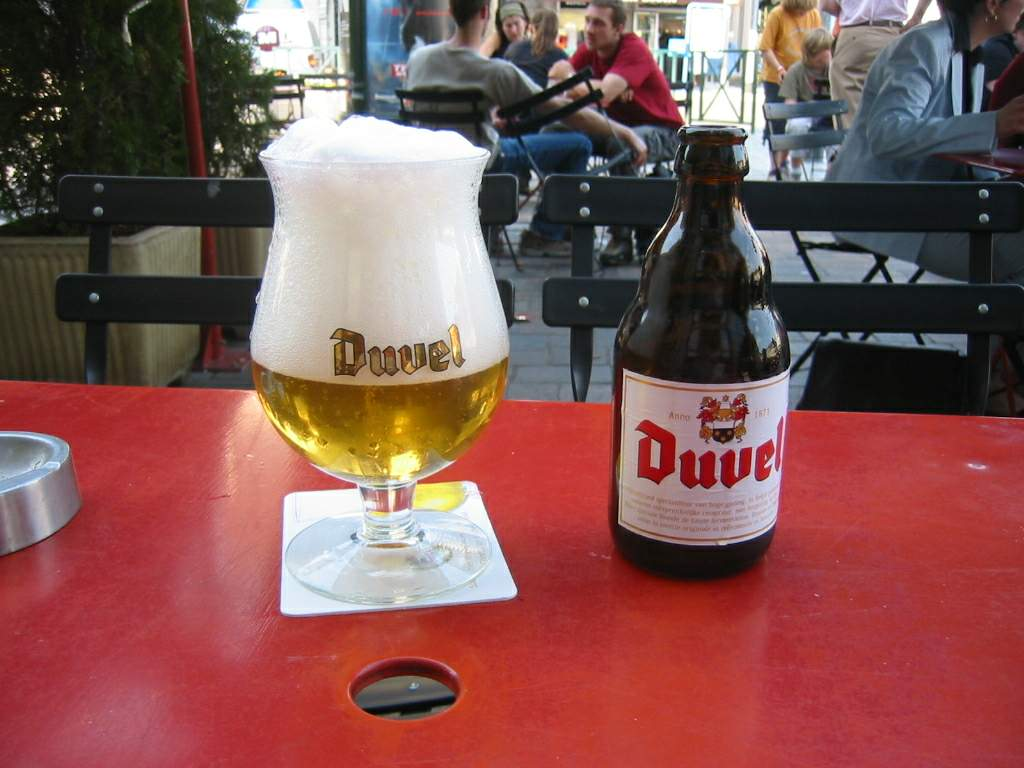
Bicchiere di Duvel

La grande maggioranza delle birre belghe è disponibile soltanto in bottiglia, ma non mancano di certo prestigiose referenze anche in fusti solitamente da 20 o 30 l. Le birre in bottiglia che hanno potuto invecchiare correttamente presentano spesso un'evoluzione gustativa molto positiva.
Per approfittare interamente della varietà di gusti, ogni birra deve essere servita alla sua temperatura ideale (generalmente a temperatura di cantina, intorno agli 8-15 °C).
La maggior parte delle birre belghe viene servita nel loro bicchiere specifico dalle sue forme molto varie (calice ad ampia apertura, bicchiere a tulipano, bicchiere da pils). Il logo viene citato sistematicamente sul bicchiere. Le forme diverse servono a dar valore al gusto e agli aromi della suddetta birra con il cammino che le bolle prendono lungo le pareti del bicchiere. Recentemente, questa pratica dei bicchieri specifici è stata introdotta negli Stati Uniti, su pressione dei fabbricanti di birra belgi che vogliono assolutamente che i loro prodotti siano serviti nel bicchiere adeguato.
Le bottiglie esistono in molte capacità: 25 cl, 33 cl, 37,5 cl, 75 cl e multipli di 75 cl. Le bottiglie da 37,5 cl sono generalmente riservate al «lambic». Le altre birre sono messe in bottiglie di 25 cl o 33 cl, secondo il marchio. Le grandi bottiglie (75 cl) sono in vendita in alcuni negozi di alimentari, ma la scelta è spesso limitata. Per ogni grande bottiglia, la nomenclatura è quella dello Champagne, ma queste bottiglie sono realmente molto rare.

## Varietà di birre belghe

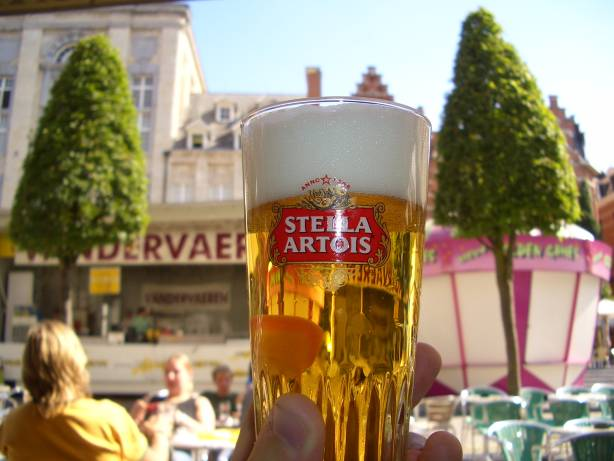
Stella Artois

### Pilsner
Anche se il Belgio è famoso per le sue birre speciali, sono le pils le più vendute sul mercato interno e nell'esportazione. Le pils rappresentano il 75% della produzione di birre belghe. Con fermentazione bassa, si riconoscono facilmente dal loro colore chiaro ed il loro gusto morbido.
La marca più conosciuta a livello internazionale è la Stella Artois, mentre Jupiler e Maes sono più popolari sul mercato interno.

### Birra bianca

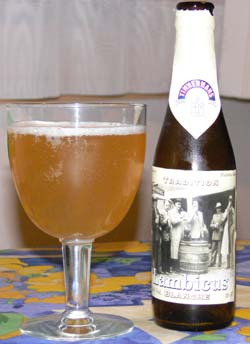
Lambicus Bianca

Le birre bianche sono birre a base di frumento, chiamate witbier in Olandese. Contengono soltanto poco alcool, e sono moderatamente morbide e piuttosto rinfrescanti. Vengono usate molte spezie tra cui, coriandolo, buccia d'arancia, e anche del cumino. A volte vengono servite con una fetta d'arancia, soprattutto come rinfrescante in estate. Questo tipo di birra, vecchio di 400 anni, era scomparso negli anni cinquanta, ma ne è stata ripresa la produzione da Pierre Celis nella sua fabbrica di birra di Hoegaarden. Ha anche introdotto questo stile di birra negli Stati Uniti, dove molte industrie della birra artigianali ne producono sotto la denominazione «Belgian style white».
Alcuni esempi tipici: La Binchoise blonde, Hoegaarden, Blanche de Namur, Fruli o anche Steendonk. Tradizionalmente, queste birre erano trattate nella regione Est della Provincia di Brabant.

### Birre d'abbazia

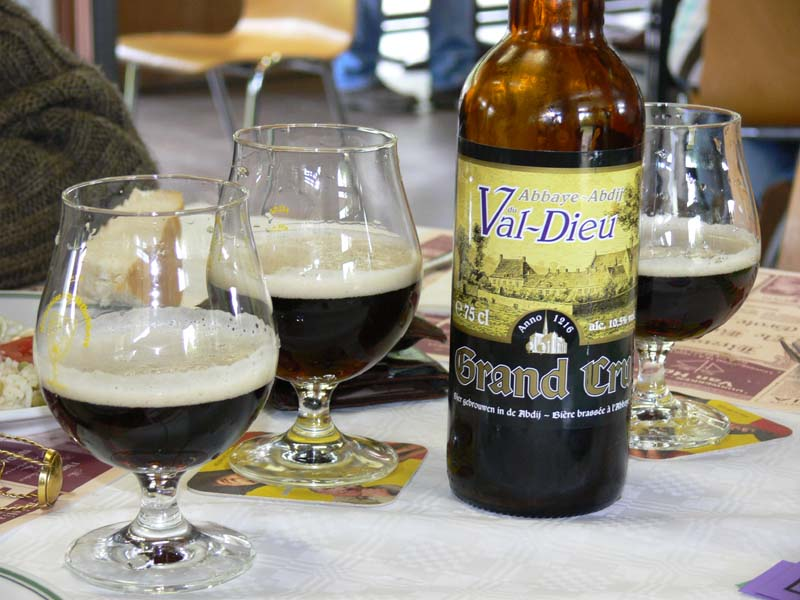
Val Dieu Grand Cru (Birra d'abbazia)

Contrariamente alle birre dette «trappiste», le birre d'abbazia sono prodotte da fabbricanti di birra commerciali e portano il nome di un'abbazia abbandonata o in funzione. A livello internazionale, i marchi più conosciuti sono Leffe (InBev) e Grimbergen (Maes). Si possono anche citare «Tripel Karmeliet», le birre di «Maredsous», di «Watou», di «Saint-Feuillien», di «Floreffe», di «Val-Dieu», ecc.
Come per la birra trappista, non si tratta di un solo stile di birra, ma piuttosto di una denominazione che copre vari stili. Ogni marchio possiede molte birre, delle versioni bionde e scure, con gradazione alcolica di 6,5% o più e delle birre in bottiglie in versione doppia e tripla. La produzione delle birre d'abbazia non è seguita da monaci, ma da parte di fabbricanti di birra commerciali che utilizzano il nome e la ricetta di un'abbazia che ha cessato di produrre. Solo alcune birre, come «Val-Dieu» e la «Abbaye d'Aulne» sono prodotte ancora nell'ambito dell'abbazia d'origine.

### Birre tripel
Per produrre queste birre chiare o di rado, scure, il fabbricante di birra utilizza quelle più fermentabili ed un tipo di lievito più resistente all'alcool. Queste birre sono forti di gusto e di tenore d'alcool. Alcuni esempi sono alcune birre d'abbazia esempio «Sint Idesbald» e «Brugse tripel».

### Birre trappiste
Le birre trappiste sono ad alta fermentazione e trattate all'interno di un'abbazia trappista. La totalità del processo di fabbricazione deve essere effettuata o sorvegliata dai monaci trappisti. Solo undici abbazie incontrano questi criteri attualmente, e sei sono situati in Belgio: Westvleteren, Westmalle, Achel, Rochefort, Orval e Chimay. Le altre cinque sono dislocate tra Paesi Bassi (2), Italia, Stati Uniti d'America e Austria, queste birre sono riconosciute con il marchio «Authentic trappist product».

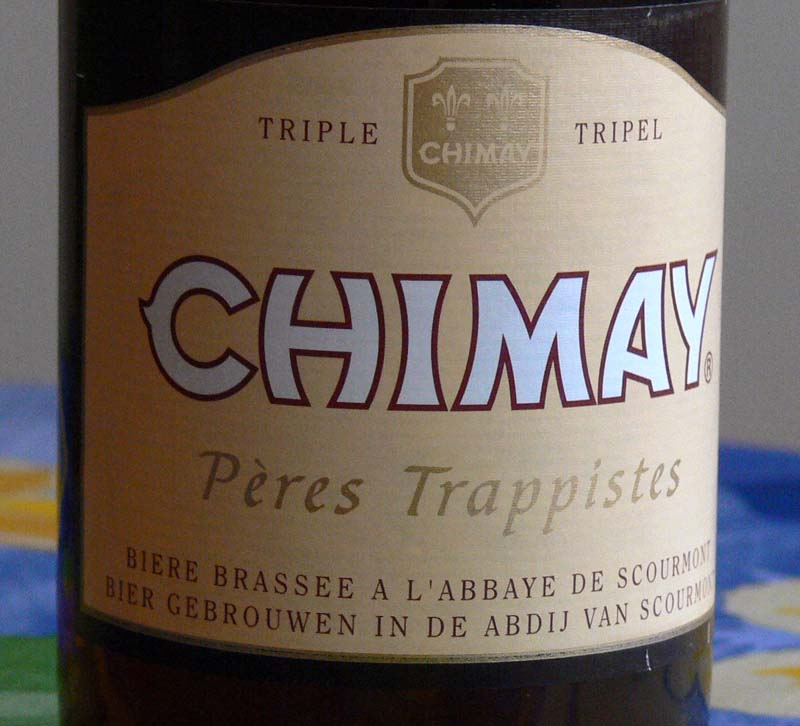
Chimay
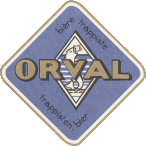
Orval
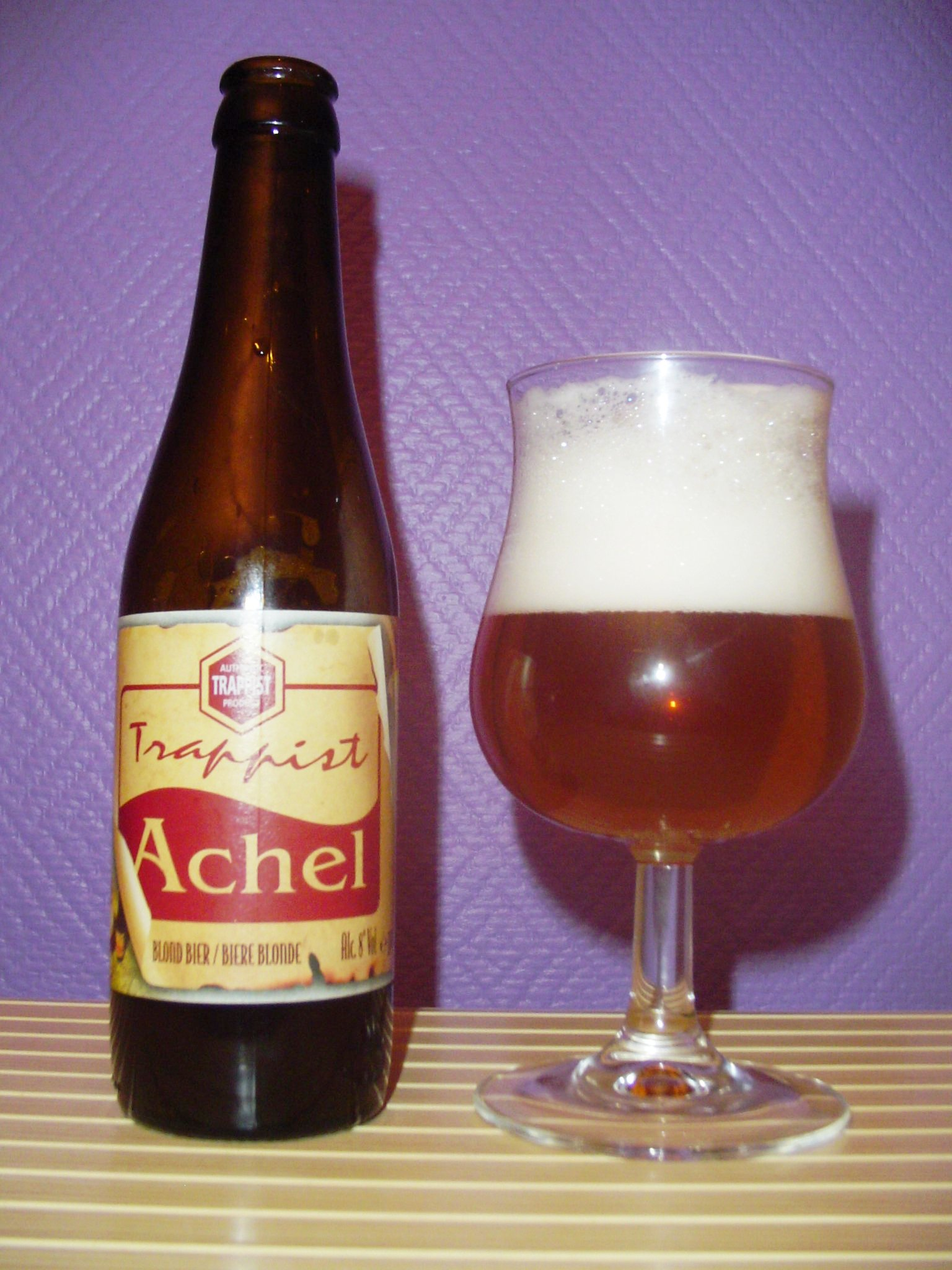
Achel
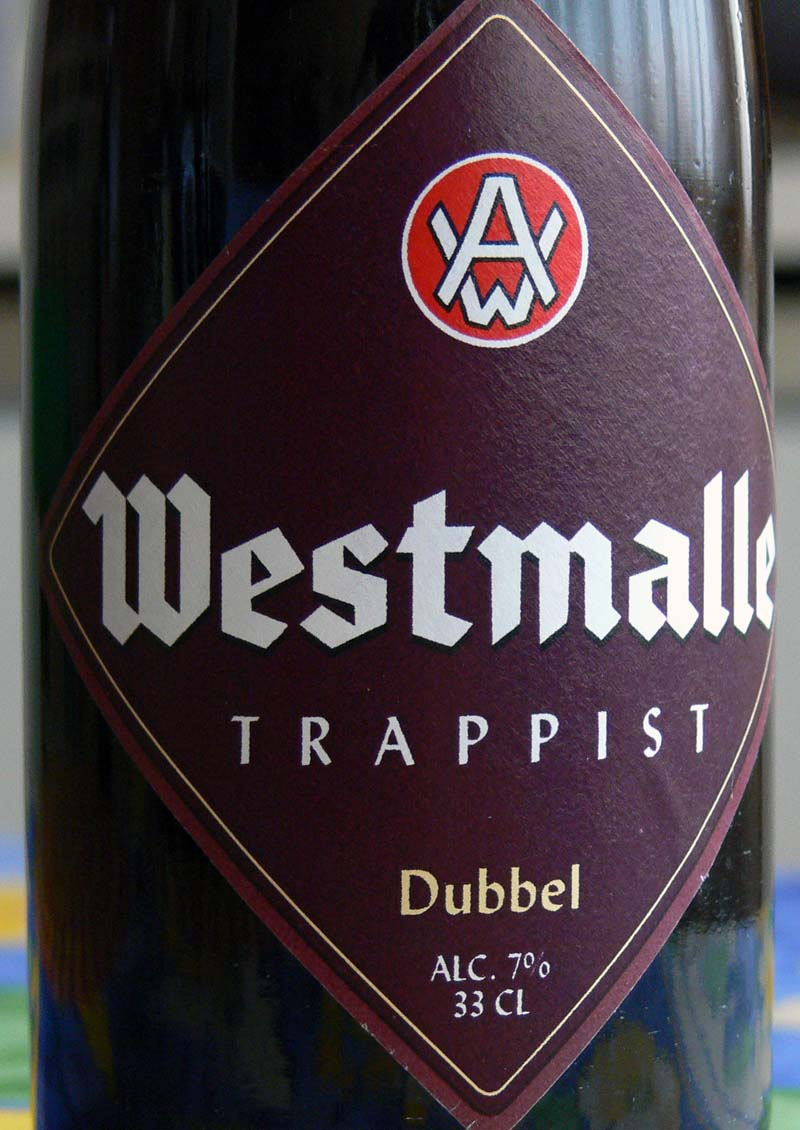
Westmalle
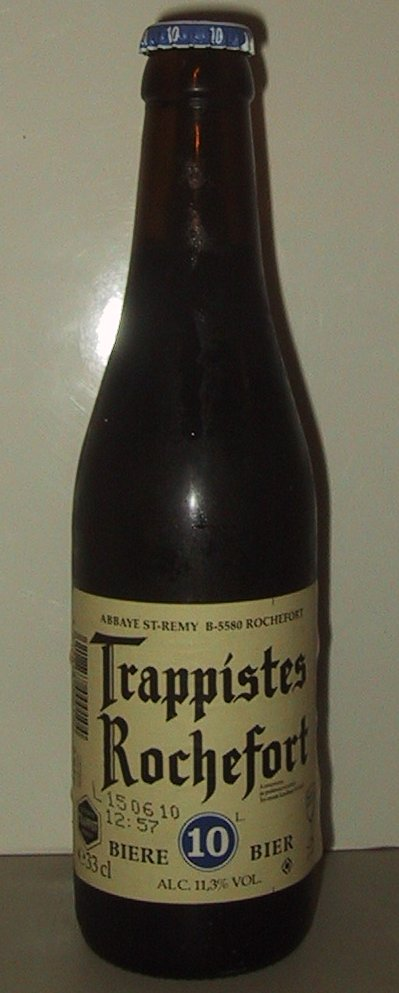
Rochefort
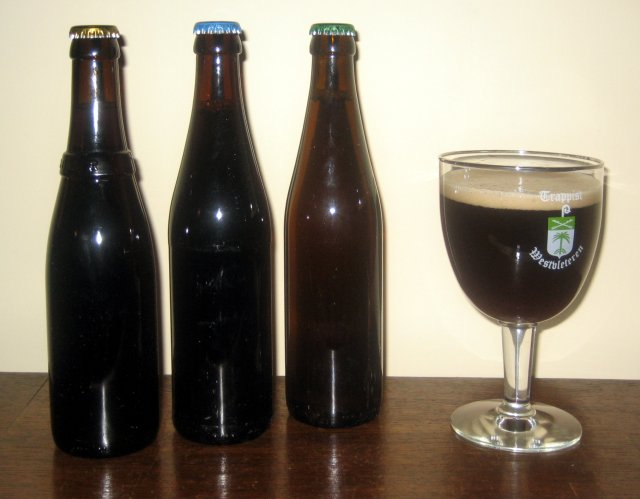
Westvleteren

### Birre Lambic

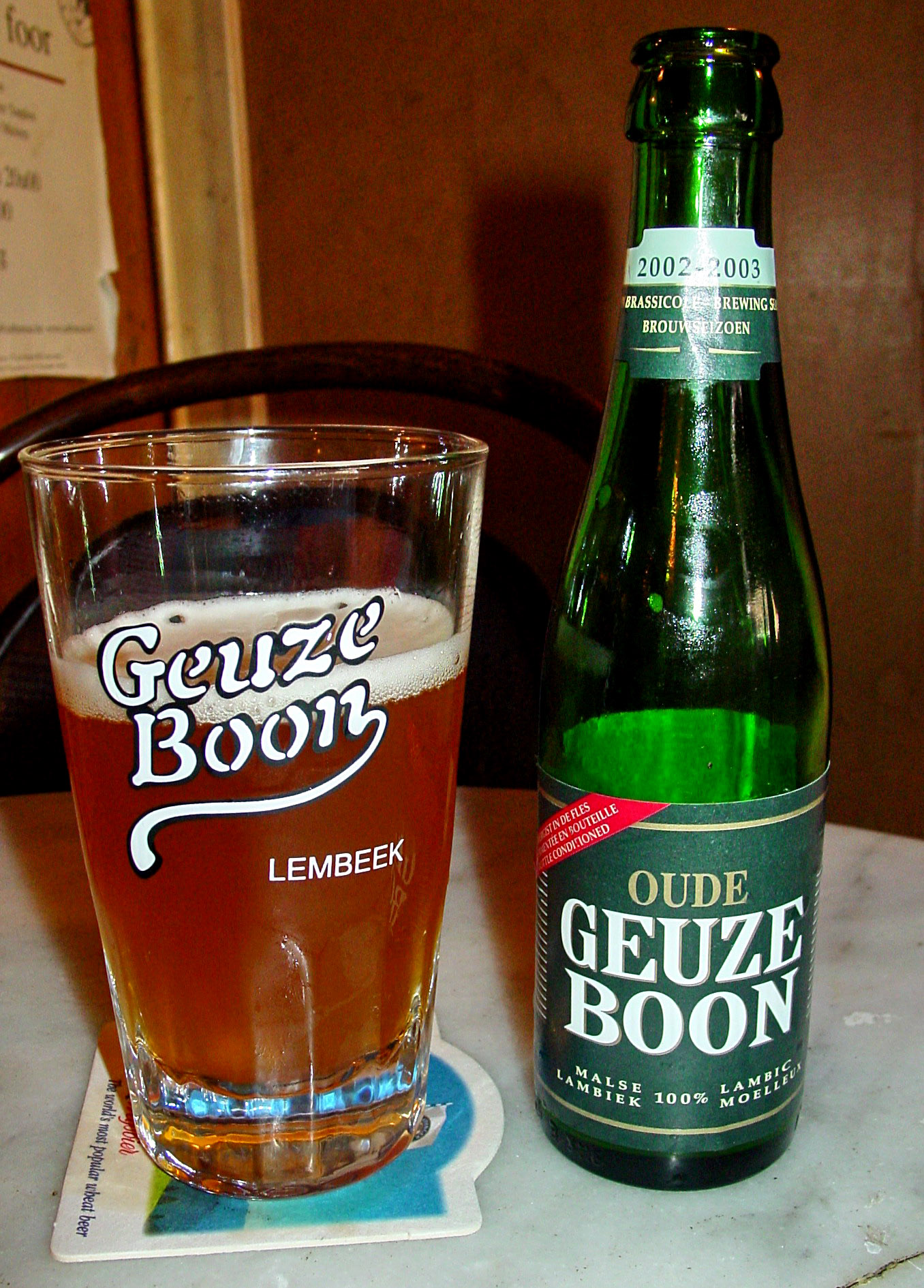
Gueuze Boon

Sono birre tipiche del Belgio, con un gusto specifico molto acido. Le lambic non sono né a fermentazione alta, né a fermentazione bassa, ma a fermentazione spontanea con lieviti selvaggi che sono presenti nell'aria nei dintorni di Bruxelles e nella valle della Senna. È in questi casi che le lambic vengono prodotte. Si possono anche farle fermentare con batteri che agiscono analogamente ai lieviti nel consumo degli zuccheri, producendo alcool e anidride carbonica, producendo aromi unici. Le lambic sono le sole birre che hanno una fermentazione spontanea a lungo termine: da 3 a 6 mesi, sono considerate giovani, dai 2 ai 3 anni, esse sono considerate «maturate».
Le lambic vengono principalmente servite alla spina in alcuni caffè o nei dintorni di Bruxelles. molto raramente vengono messe in bottiglia.
Ci sono quattro categorie di birre derivate dalle lambic: Gueuze, Kriek, Framboise e Faro.
La Gueuze è un assemblaggio di lambic giovani e lambic mature, per stimolare il rinfrescamento. Spesso, come i buoni vini, le Gueuze riposano durante gli anni in barili. Alcune marche più popolari come Mort Subite e Saint Louis, non esitano a deviare delle regole ortodosse di mescolanza del lambic, aggiungendo anche degli zuccheri per ammorbidire il gusto delle loro birre. Le Gueuze vengono anche chiamate «Champagne de Bruxelles» (Champagne di Bruxelles) e sono un assemblaggio di lambic giovani e mature. La qualità migliore è spesso raggiunta nei prodotti di Girardin, Oud Beersel, 3 Fonteinen, Cantillon e Boon.
Le birre al gusto di frutta sono trattate aggiungendo frutti o succhi di frutta al lambic. La più comune variabile è Kriek, fatta con ciliegie (del nord del paese, di Schaarbeek). Altra frutta utilizzata: i lamponi, le pesche, i mirtilli e le albicocche (Fou'foune di Cantillon, molto rare).
Per produrre la Faro, ultima alternativa delle birre lambic, si aggiunge zucchero o caramella ad una lambic per lanciare la seconda fermentazione.

### Birre fiamminghe invecchiate scure

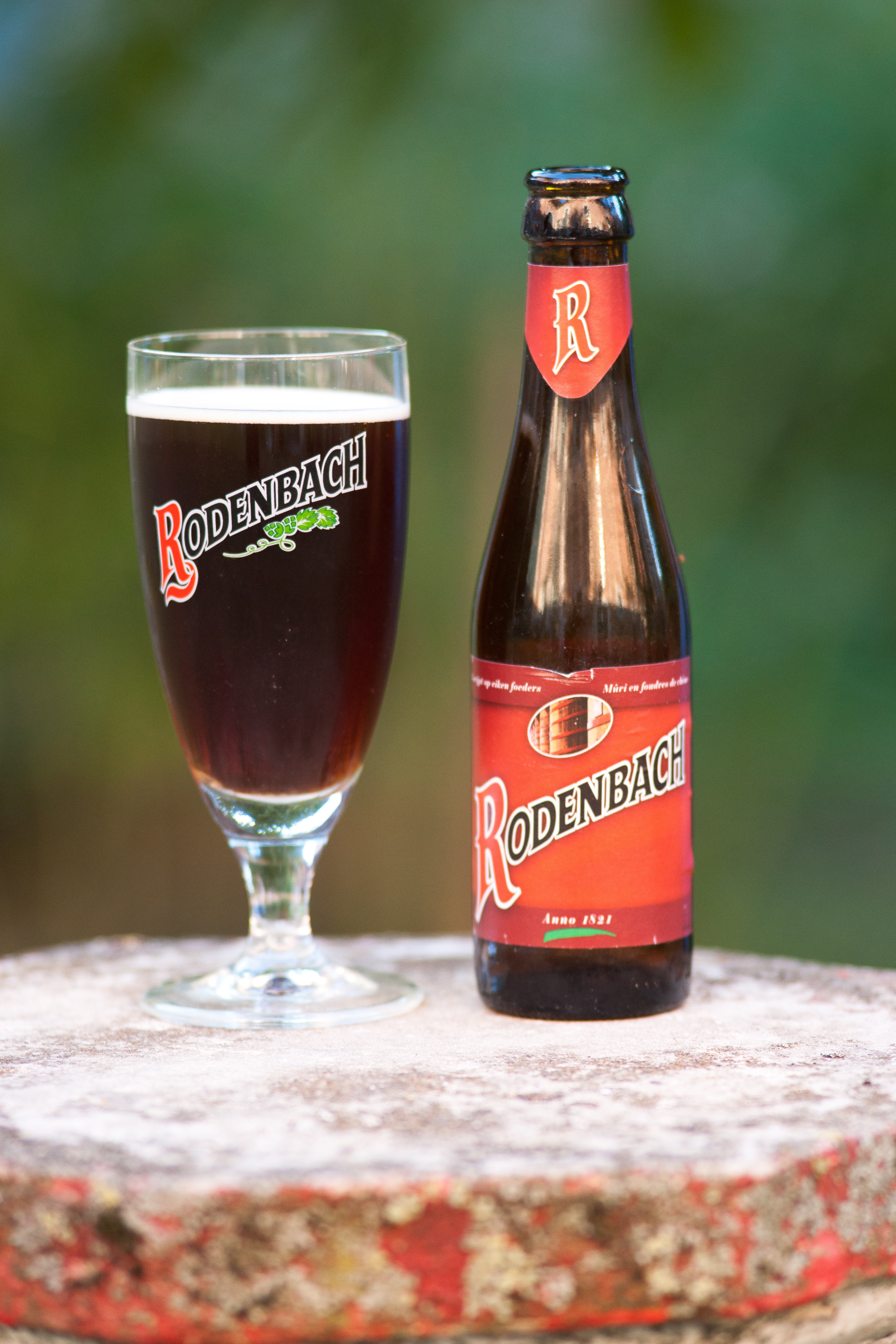
Rodenbach

La fabbrica di birra Rodenbach ha lanciato questo tipo di birra più di un secolo fa. Per la miscela, si utilizza mosti arrostiti, una fermentazione per mezzo di molte varietà di lieviti a fermentazione alta, ed una coltura di bacilli lattici (comparabile alla fabbricazione di yogurt). La birra riposa in seguito in barili di quercia. Ne risulta una birra abbastanza forte, piacevole a bere, di colore rosso profondo, ed un gusto tipico, acido ed al gusto di frutta.

### Birre Ambrate
Le ricette di queste birre sono adattamenti della birra ale britannica (dunque a fermentazione alta) per il gusto del pubblico belga. Durante gli ultimi venti anni, le birre ambrate sono diventate meno popolari. Quando era ancora prodotta a Mont-Saint-Guibert, la Vieux-Temps era realmente rappresentativa dello stile di birra ambrata del Vallone di Brabant. Oggi, si trovano ancora alcune birre ambrate trattate nel rispetto della tradizione. Capo del mercato, senza dubbio: la «Palm», una birra al gusto molto pieno, quasi appiccicoso. La «De Koninck», chiamato bolleke per via suo bicchiere sferico, è molto popolare tra gli abitanti di Anversa, dove viene prodotta. Un altro esempio originale è Gertrude, una birra ambrata con un'amarezza sostenuta che può essere gustata soltanto nella città medioevale di Nivelles. Generalmente le birre ambrate hanno un contenuto dai 5 a 5,5 % vol. alcolico.

### Birre stagionali
Le birre di campagna sono comparabili alla pale ale, prodotte principalmente in Vallonia. Queste birre sono stagionali, contengono relativamente poco alcool, ed hanno spesso un gusto di frutta che le rende piacevoli da bere nella stagione calda.

### Birre da tavola
Queste birre dal debole tenore d'alcool (meno dell'1,5%) sono spesso vendute in grandi bottiglie ed accompagnano i pasti. Hanno progressivamente perso popolarità data la diffusione delle bibite e dell'acqua in bottiglia. Ci sono versioni chiare e versioni scure. Venivano servite nei refettori delle scuole negli anni settanta, e alcune organizzazioni si stanno mobilitando per ristabilire questa pratica, considerando le birre di tavola migliori per la salute dei bambini rispetto alle bevande gassate e zuccherate.